# Ferdinand Ferber

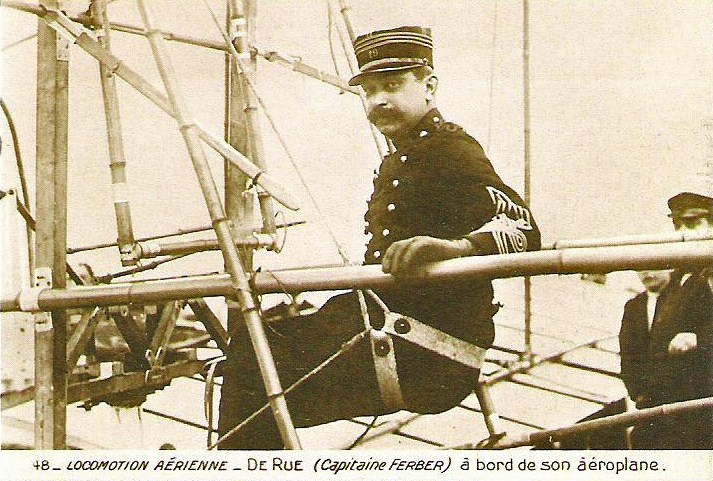
Hauptmann Ferdinand Ferber

Ferdinand Ferber (* 8. Januar 1862 in Lyon; † 22. September 1909 in Beuvrequen) war ein französischer Offizier (Capitaine, dt. Hauptmann) und Flugpionier. Bei Flugwettbewerben verwendete er das Pseudonym De Rue.

## Leben
Ferber studierte ab 1882 in Lyon an der École polytechnique und trat danach in die Offizierslaufbahn der französischen Armee ein. Er war von den Gleitflügen von Otto Lilienthal, über die er aus der Illustrirten Zeitung informiert war, fasziniert, und wiederholte ab 1899 mit selbstgebauten Gleitern dessen Experimente ohne gleich gute Ergebnisse zu erzielen.
Im Jahre 1901 nahm Ferber Kontakt zu Octave Chanute auf, der ihn Anfang 1902 mit Beschreibungen und Abbildungen über die Gleitflugzeuge der Brüder Wright und die von den Wrights verwendete Flügelverwindung in Kenntnis setzte. Ferber baute daraufhin einen Doppeldecker-Gleiter, hatte aber aufgrund der schlechten Konstruktion auch mit diesem neuen Flugzeug wenig Erfolg. Flugversuche mit einem Nachbau des 1902 Wright Gliders wurden im April 1904 in den Dünen von Merlimont in der Nähe von Berck-sur-Mer zusammen mit Ernest Archdeacon und Gabriel Voisin durchgeführt. Trotz Misserfolgen fuhr er stetig mit seinen praktischen Versuchen und seinem Luftfahrtengagement fort. Unter anderem führte er Chanute in die französischen Luftfahrtkreise ein, schrieb Veröffentlichungen zum Thema Luftfahrt, beriet den Flugzeugkonstrukteur Gabriel Voisin und unterstützte die Entwicklung der Antoinette.
Im Jahr 1908 baute Hauptmann Ferber einen Drachenflieger, den Ferber VI mit 50 PS Antoinette-Motor.
Als Pilot gewann er unter dem Pseudonym De Rue mehrere kleinere Flugwettbewerbe.
Ferber starb am 22. September 1909 bei einem Flugunfall anlässlich eines Fliegertreffens in Beuvrequen bei Boulogne-sur-Mer. Beim Kurvenflug in Bodennähe berührte eine Tragfläche seines Voisin-Doppeldeckers den Boden.

## Schriften
- Ferdinand Ferber: Les Progrès de l’aviation depuis 1891 par le vol plané. Berger-Levrault & Cie, Paris Nancy 1905 (französisch).